# Lundakonservatism
Lundakonservatism utvecklades i Lunds Nationella Studentklubb under mellankrigstiden, och lanserades nationellt genom Elmo Lindholm under hans tid som ordförande för Sveriges Nationella Ungdomsförbund.
Skolan inspirerades främst av Charles Maurras, och hans Action française, samt av katolsk sociallära. Lundakonservatismen var starkt antiliberal och fientlig mot representativ demokrati. Istället önskade den omforma samhället enligt korporativa principer.
Rörelsens idéorgan var till viss mån tidskriften Det nya Sverige, startad av Adrian Molin. 